# 布田

俄国圣像

布田（Pudens）是一位早期基督教圣人和殉道士。
他是公元一世纪罗马教会的一位信徒，记载见于提摩太后书4:21。 根据传说，他接待彼得，并由彼得施浸，最终被尼禄（54 - 68年在位）杀害。他的纪念日在东正教中是4月14日，而根据多明我会殉教者名录是5月19日。
根据传说，他是罗马议员Quintus Cornelius Pudens的儿子。他有两个儿子，诺瓦图斯和提摩太，和两个女儿巴西德，和普正珍。罗马的两座古老教堂圣巴西德圣殿和圣普正珍大殿即以他的两个女儿命名。